# Municipio de Northfield (Míchigan)
El municipio de Northfield (en inglés: Northfield Township) es un municipio ubicado en el condado de Washtenaw en el estado estadounidense de Míchigan. En el año 2010 tenía una población de 8245 habitantes y una densidad poblacional de 86,82 personas por km².

## Geografía
El municipio de Northfield se encuentra ubicado en las coordenadas 42°23′27″N 83°43′41″O / 42.39083, -83.72806. Según la Oficina del Censo de los Estados Unidos, el municipio tiene una superficie total de 94.96 km², de la cual 92.64 km² corresponden a tierra firme y (2.45%) 2.33 km² es agua.

## Demografía
Según el censo de 2010, había 8245 personas residiendo en el municipio de Northfield. La densidad de población era de 86,82 hab./km². De los 8245 habitantes, el municipio de Northfield estaba compuesto por el 95.4% blancos, el 1.01% eran afroamericanos, el 0.39% eran amerindios, el 0.9% eran asiáticos, el 0.01% eran isleños del Pacífico, el 0.53% eran de otras razas y el 1.76% pertenecían a dos o más razas. Del total de la población el 2.3% eran hispanos o latinos de cualquier raza.